# Maria Șubina
Maria Șubina (n. 8 mai 1930, Protasovo⁠(d), Ichalkovsky District⁠(d), RSFS Rusă, URSS – d. 20 aprilie 2025, Volgograd, Regiunea Volgograd, Rusia) a fost o caiacistă ce a reprezentat Uniunea Republicilor Sovietice Socialiste, medaliată olimpică. A participat la o ediție a Jocurilor Olimpice (1960) în care a câștigat o medalie de aur.